# بخش مرکزی شهرستان کبودرآهنگ
بخش مرکزی شهرستان کبودرآهنگ یکی از بخش‌های تابعه شهرستان کبودرآهنگ در استان همدان در غرب ایران است.

## تقسیمات کشوری
- بخش مرکزی
  - دهستان حاجی‌لو
  - دهستان راهب
  - دهستان سبزدشت
  - دهستان کوهین
  - دهستان سرداران

نقاط شهری: کبودرآهنگ

## جمعیت
بنابر سرشماری مرکز آمار ایران، جمعیت بخش مرکزی شهرستان کبودر آهنگ در سال ۱۳۸۵ برابر با ۹۴۴۰۲ نفر بوده است.